# Tato (film 1989)
Tato – amerykański dramat z 1989 roku w reżyserii Gary’ego Goldberga, adaptacja powieści Williama Whartona.

## Obsada
- Jack Lemmon – Jake Tremont
- Ted Danson – John Tremont
- Olympia Dukakis – Bette Tremont
- Kathy Baker – Annie
- Kevin Spacey – Mario
- Ethan Hawke – Billy
- Zakes Mokae – Dr Chad
- J.T. Walsh – Dr Santana
- Peter Michael Goetz – Dr Ethridge
- John Apicella – Dr Delibro
- Richard McGonagle – Victor Walton
- Bill Morey – Hal McCarthy
- Mary Fogarty – Gloria McCarthy

## Nagrody i nominacje
Oscary za rok 1989
- Najlepsza charakteryzacja – Dick Smith, Ken Diaz, Greg Nelson (nominacja)

Złote Globy 1989
- Najlepszy aktor dramatyczny – Jack Lemmon (nominacja)